# Melaleuca leucadendra

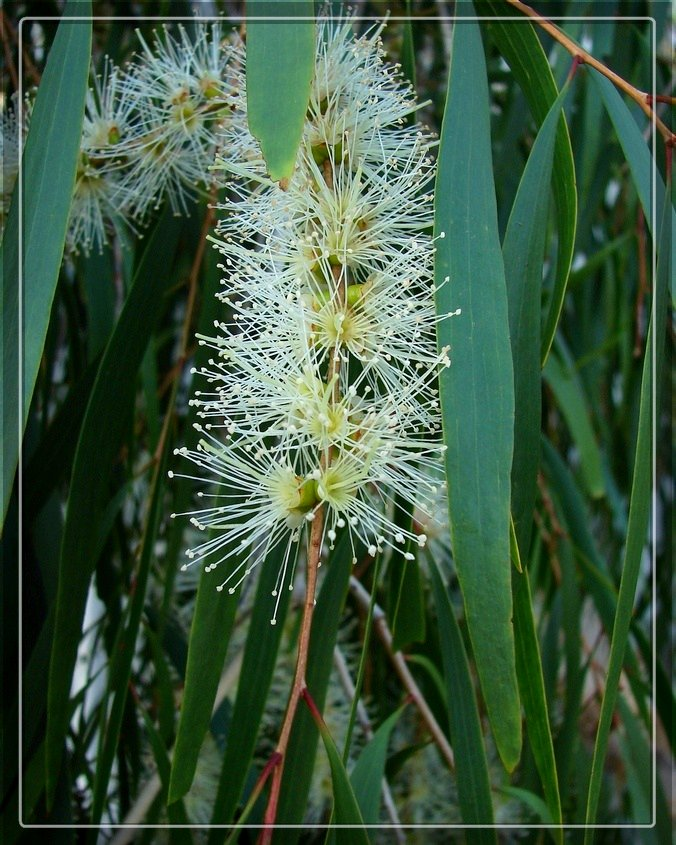
Blütenstand von Melaleuca leucadendra

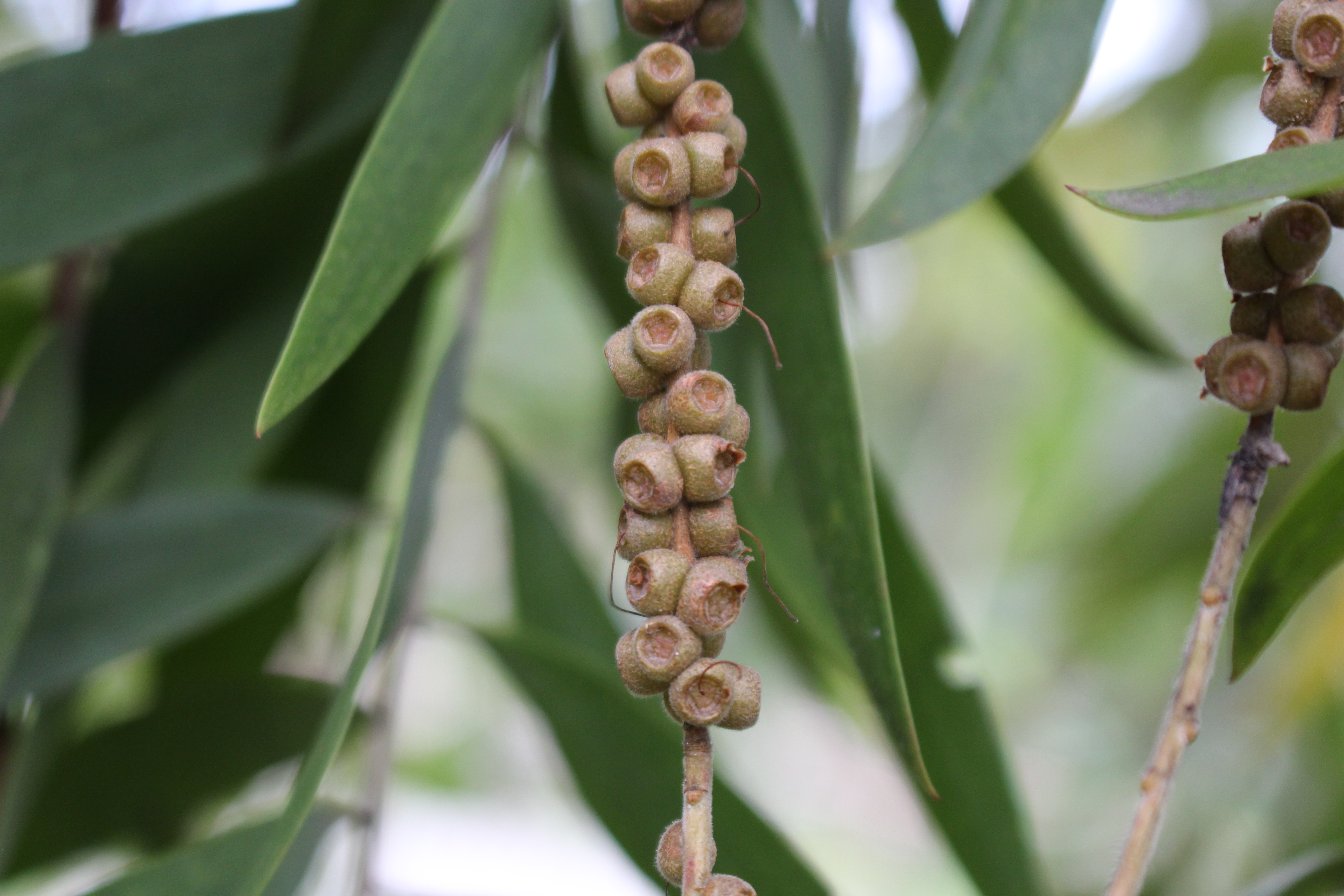
Holzige Kapselfrüchte

Melaleuca leucadendra, auch Silberbaum-Myrtenheide, Kajeputbaum, Cajeputbaum genannt, ist eine Pflanzenart aus der Gattung Melaleuca. Sie ist im nördlichen Australien, in Neuguinea und im östlichen Indonesien heimisch, wird aber selten auch außerhalb dieses Gebietes kultiviert.

## Beschreibung
Melaleuca leucadendra ist ein immergrüner Baum, der Wuchshöhen von maximal 43 Meter erreicht. Besonders auffallend ist die auch für andere Melaleuca-Arten charakteristische korkige, weißliche Borke (kann auch bräunlichweiß, grau, gelbgrau oder blass braunrosa sein). Sie besteht aus zahlreichen papierdünnen Schichten, von denen sich die äußeren unregelmäßig ablösen. Die Zweige sind jung seidig behaart und später verkahlend.
Die wechselständig angeordneten, halbhängenden Laubblätter erreichen 7,5 bis 27 Zentimeter Länge bei einer Breite von 6,5 bis 40 Millimeter, innerhalb der Gattung gehört die Art damit zu den breitblättrigen Arten. Die Blätter sind lang gestielt und beim Austrieb seidig behaart, aber bald verkahlend, ihre Blattspreite ist schmal-eiförmig bis -elliptisch, oft etwas sichelförmig. Ihre Spitze (Apex) ist spitz, manchmal mit kleiner, abgesetzter Spitze. Die Blätter tragen zahlreiche Öldrüsen, beim Zerreiben riechen sie daher stark aromatisch.
Die Blüten stehen meist in Dreiergruppen dicht beieinander an 6 bis 15 cm langen Blütenständen, die am Ende der Zweige (subterminal) oder basaler, in den beblätterten Abschnitten, stehen, sie erreichen einen Durchmesser von bis zu 35 Millimeter. Die ungestielten, zwittrigen Blüten weisen eine doppelte Blütenhülle (Perianth) auf. Die Kelchblätter sind zu einer kahlen Kelchröhre verwachsen, deren Rand schmal trockenhäutig sein kann, mit 0,8 bis 2 mm langen Kelchzipfeln, die Drüsen und einen bewimperten Rand aufweisen. Die bald abfallenden, ephemeren Kronblätter sind weiß bis cremefarben. Fünf bis zwölf Staubblätter stehen in einem Bündel, sie sind ebenfalls weiß bis grünlichweiß gefärbt.
Es werden ungestielte, verholzte, becherförmige bis zylindrische Kapselfrüchte gebildet, die einen Durchmesser von 4 bis 5 mm aufweisen. Sie enthalten winzige Samen.

## Verbreitung und Standort
Melaleuca leucadendra ist im gesamten Norden Australiens, westlich vom Bonaparte Archipel (Kimberley) bis Shoalwater Bay (Queensland), in den Bundesstaaten Western Australia, dem Northern Territory und Queensland weit verbreitet und häufig. Sie bevorzugt die Küstenregion, kommt aber in Flusstälern bis zu 350 Kilometer landeinwärts vor. Außerdem kommt sie auf Neuguinea (sowohl im West-, wie im Ostteil der Insel) und einigen östlichen indonesischen Inseln vor.
Sie wächst in Ufer- und Sumpfwäldern und im Monsunwald, in Ebenen oder kleinen Tälchen im Sandsteingebirge, auf lehmigen Böden.

## Verwendung
Man gewinnt aus einer Reihe breitblättriger Melaleuca-Arten, darunter auch dieser, das Cajeputöl (auch Kajeputöl). Hauptquelle für das Öl ist allerdings eine andere Art, Melaleuca cajuputi Powell, die früher oft nicht von M. leucadendra unterschieden worden ist. Nach dem Gehalt und der chemischen Zusammensetzung des Öls werden drei Chemotypen genannte Ökotypen der Art unterschieden.

## Taxonomie
Melaleuca leucadendra ist die Typusart der artenreichen Gattung Melaleuca. Die Art wurde in Europa bereits 1741 bekannt, als Georg Eberhard Rumpf, ein Verwaltungsbeamter in Diensten der Niederländischen Ostindien-Kompanie sie in seinem monumentalen Werk Herbarium Amboinense als „Arbor alba“ (lateinisch für „Weißer Baum“) beschrieb. Weil Rumpfs Werk vor 1753, dem Startpunkt der botanischen Nomenklatur durch Carl von Linné, publiziert wurde, ist der Name nach den botanischen Nomenklaturregeln nicht verfügbar. Linné übernahm die Beschreibung aus Rumpfs Werk, benannte die Art aber um in Myrtus leucadendra. Typuslokalität ist demnach Rumpfs Bearbeitungsgebiet, die Molukken-Insel Ambon, die heute zu Indonesien gehört. 1767 bemerkte Linné selbst, dass die Art nicht in die Gattung Myrtus gehören konnte und stellte für sie (in seinem Werk Mantissa plantarum) eine neue Gattung Melaleuca auf. Nach der Erforschung und späteren Kolonisierung Australiens nach 1770 wurde die Art, zusammen mit weiteren Vertretern der Gattung, auch hier entdeckt. George Bentham berücksichtigte sie in seiner 1867 erschienenen Flora Australis als einzige der breitblättrigen Arten, weil es ihm nicht gelang, brauchbare Unterscheidungsmerkmale zwischen den sehr ähnlichen bis dahin beschriebenen Arten zu finden. Er verwendete im Namen die Emendation leucadendron, die erst 1966, durch Beschluss der ICBN, formell durch die ursprüngliche Namensvariante abgelöst wurde. 1968 wurden die breitblättrigen Melaleuca-Arten durch Stanley Thatcher Blake revidiert und dabei neun Arten ausgegliedert, zum Beispiel Melaleuca quinquenervia. Bei älteren Angaben ist es daher ggf. unsicher, auf welche der heutigen Arten der Name zu beziehen ist.
Die breitblättrigen Melaleuca-Arten werden nach morphologischen Merkmalen traditionell in der Melaleuca leucadendra-Artengruppe zusammengefasst. Die Zusammengehörigkeit der Arten wurde durch eine phylogenomische Untersuchung bestätigt.

## Bilder

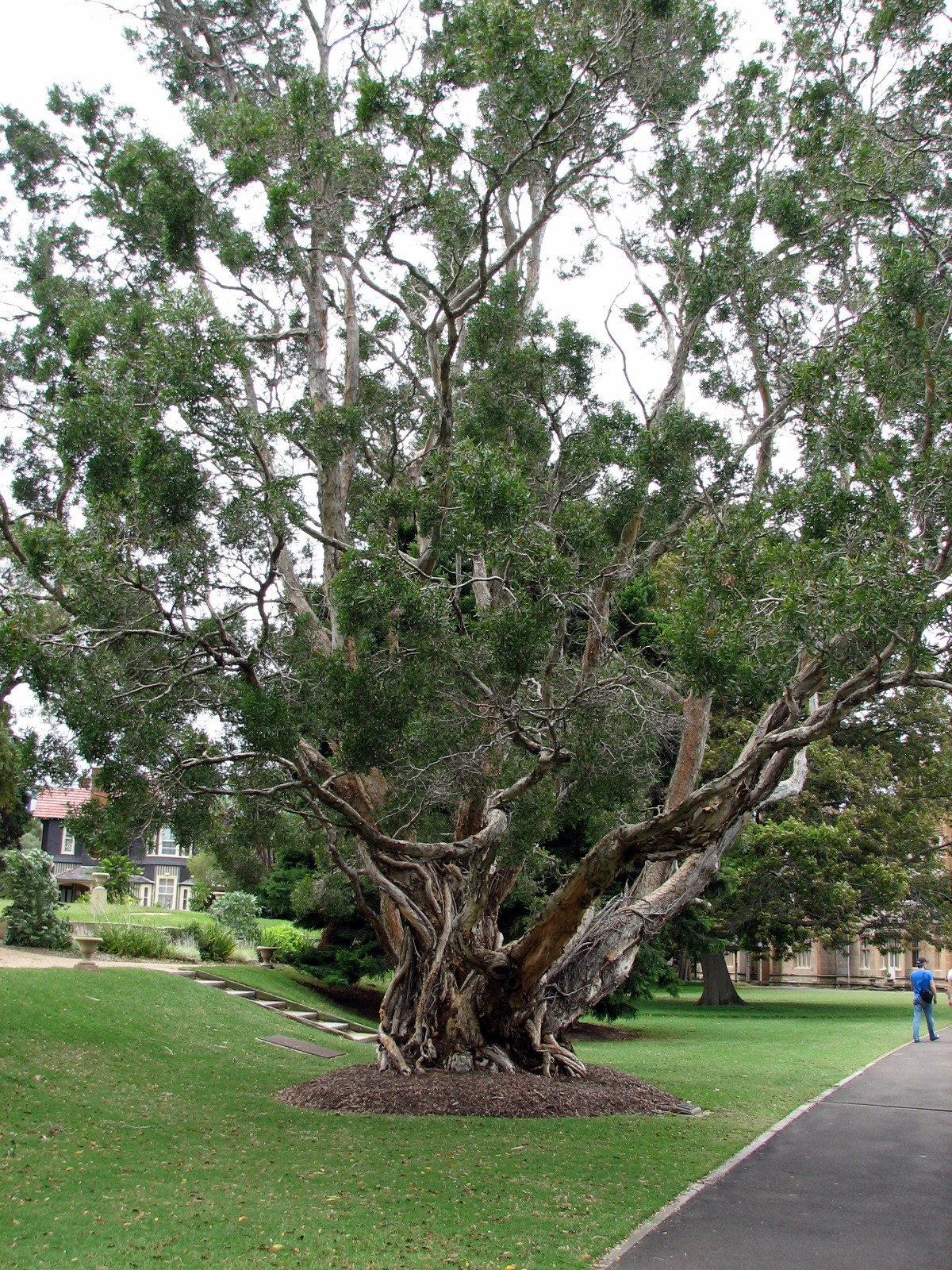
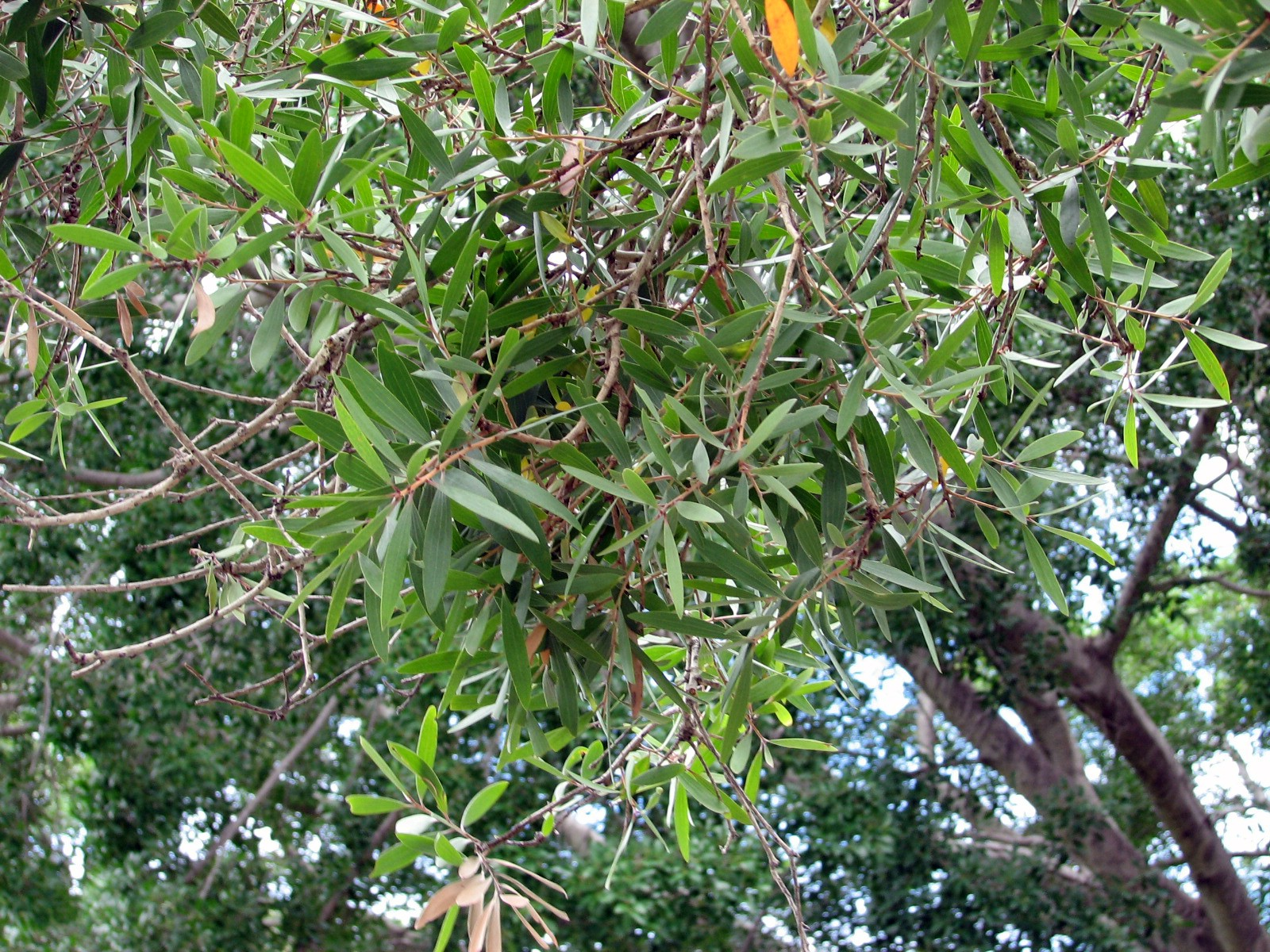